# Hakkebøf
Hakkebøf er en traditionel dansk ret. Den spises med bløde løg, kogte kartofler og brun sovs. Tilbehøret kan være surt og sødt som syltede agurker, syltede rødbeder, rødkål og  syltetøj).
Bøffen er af cirkelformet hakket oksekød, som krydres på overfladen med salt og peber og steges på en pande i fedtstof eller steges på en havegrill.
Hakkebøffer er hovedingrediensen i burgere.